# Stenalcidia udeisata
Stenalcidia udeisata är en fjärilsart som beskrevs av Max Joseph Bastelberger 1908. Stenalcidia udeisata ingår i släktet Stenalcidia och familjen mätare. Inga underarter finns listade i Catalogue of Life.